# Eryngium bornmuelleri
Eryngium bornmuelleri là một loài thực vật có hoa trong họ Hoa tán. Loài này được Nábelek mô tả khoa học đầu tiên năm 1923.